# Eckfeld Baruch
Eckfeld Baruch, Eckfeld Bernát (Tapolcsány, Sáros vármegye, 1828? – Csúz, 1891. december 15.) rabbi.

## Élete
A jesivát Kolomeában végezte, mestere Lichtenstein Hillél rabbi volt. 1858-ban foglalta el a csúzi rabbiszéket. 1872-ben megjelentette Lembergben Peasz Haszóde című reszponzumgyűjteményét. Halála után a második részt is kiadták. A Tószeftához is írt kommentárt. Halálát influenza okozta 63 éves korában.